# Huayan
Cette page contient des caractères spéciaux ou non latins. S’ils s’affichent mal (▯, ?, etc.), consultez la page d’aide Unicode.

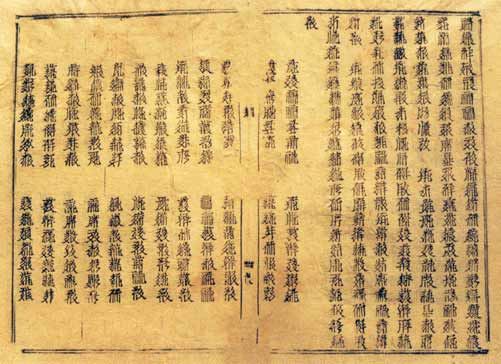
Page du Huayanjing (dynastie des Xia occidentaux)

Huayan (chinois simplifié : 华严 ; chinois traditionnel : 華嚴 ; pinyin : huáyán ; litt. « stricte quintessence » ; en japonais : Kegon, en coréen: Hwaŏmor et en viêtnamien: Hoa Nghiêm) ou, de son nom complet, Huayanzong (華嚴宗, 华严宗, huáyán zōng — ce terme venant du sanskrit Avatamsaka) désigne une école du bouddhisme mahâyâna chinois dont l’enseignement spéculatif, le Huayanlun (discours de Huayan), se base sur l’exégèse du sutra éponyme (Avatamsaka Sutra ou Huayanjing). Avatamsaka signifie l'ornement de fleurs (métaphore de la compréhension suprême).

## Histoire
L’école commença à se développer à partir de la seconde moitié des dynasties du Nord et du Sud, l'Avatamsaka Sutra donnant parfois lieu à un véritable engouement : des groupes de récitation et d’études furent créés par des personnalités comme le prince Wenxuan des Qi du Sud ; un prince des Qi du Nord se serait immolé par le feu en sacrifice au bodhisattva Manjushri. Elle atteignit son apogée au milieu des Tang, et semble avoir dépassé sa maturité lorsqu’elle fut frappée par la persécution anti-bouddhique des années 841-845, dont elle ne se releva pas. Son influence continua néanmoins de s’exercer, visible en particulier dans l’école Chan, seule avec la Terre Pure à survivre aux persécutions.
Comme il est coutume, l’école se réclame des plus anciens maîtres, les philosophes indiens Ashvaghosha et Nāgārjuna dont elle fait ses fondateurs, mais ceux qui ont réellement contribué à son développement sont les cinq maîtres chinois Dushun (杜順 557-640), Zhiyan (智儼 602-668), Fazang (法藏 643-712), Chengguan (澄觀 737-838) et Zongmi (宗密 780-841), auxquels il faut ajouter l'érudit Li Tongxuan (李通玄 635-730). C’est au plus célèbre d’entre eux, Fazang, que la tradition de l’école prête ses principales idées, mais l’ensemble n’est pas de lui seul, malgré l'importance de sa contribution (une centaine de rouleaux).

## Huayan et les autres écoles
Huayan est une des écoles nées au VIe siècle des efforts d’assimilation et de synthèse des écrits et concepts bouddhiques, visant en particulier à dégager de l’ensemble divers et parfois contradictoire des textes une cohérence en harmonie avec les notions métaphysiques, philosophiques et morales chinoises. De nombreux sutras d’origine et d’époque diverses avaient en effet déjà été rassemblés et traduits par des équipes composées de moines chinois et étrangers, et le travail se poursuivait.
Huayan partage certaines de ses positions avec de nombreuses écoles chinoises : la nature de bouddha est en chacun, et l'illumination ne nécessite pas forcément de nombreuses vies d’ascèse ; les disparités entre les textes et les pratiques s’expliquent par le fait que le bouddha a dispensé son enseignement de façon différente selon le niveau spirituel de l’époque : le hinayana correspond à un niveau moins développé que le bouddhisme mahâyâna. Comme le Soutra du lotus et les penseurs de Tiantai, Fazang accorde une grande importance au concept d'upaya (fangbian 方便 "moyen expédient"), selon lequel on dispose d'une grande latitude dans le choix de la forme sous laquelle on présente la doctrine ; il faut s'adapter aux caractéristiques de l'auditoire, l’essentiel étant de l’attirer dans la voie.
Se basant sur certains passages des soutras, beaucoup considéraient à l’époque l'Avatamsaka comme le premier rédigé des textes sacrés, le Soutra du lotus étant le dernier. L’école Tiantai fit du second sa référence, y voyant l’expression achevée de l’enseignement du bouddha, mais les penseurs Huayan choisirent de s’appuyer sur le premier, le plus près de la vérité car écrit alors que le bouddha était encore dans les transes de l’illumination ; il n’avait pas jusqu’ici pu être exploité, pensaient-ils, parce que le développement spirituel n’avait pas encore atteint un niveau suffisant.
L'Avatamsaka Sutra est en effet d’un abord très difficile, abondant en images et figures paradoxales, et de plus très long, 60 à 80 rouleaux selon les versions. Certaines portions sont même considérées comme des soutras individuels. Il fut traduit trois fois, au Ve siècle ainsi qu'au début des VIIIe et IXe siècles. Fazang participa avec le khotanais Siksananda (652-710) à la deuxième traduction, sous le patronage de l’impératrice Wu Zetian. L'intégralité du soutra d'origine est disponible en chinois et en tibétain, la majorité du texte original en sanscrit ayant disparu.
Sans doute sous l’influence des notions chinoises d’harmonie de l’univers et de bonté fondamentale du monde et de l’humain, l’école Huayan ajoute une dimension ontologique à la philosophie bouddhiste, qui sera reprise par le Chan, mais peut être jugée par certains comme une quasi-rupture avec le bouddhisme indien, pour lequel la recherche de la nature et de la vérité fondamentale de l'univers est une poursuite illusoire.

## La pensée Huayan
L’univers, qui s’étend dans toutes les dimensions de l'espace et du temps, est produit constamment et simultanément par l’interaction de tous les éléments ; ceci peut être observé sous quatre aspects dits « les 4 mondes » (sanscrit : dharmadhatu, chinois fajie 法界).
- Simple et directe appréhension du phénomène.
- Vision de tous les phénomènes comme dépourvus de nature propre.
- Réalisation que tout est impliqué dans un rapport de causalité, tout est à la fois résultat et cause d'autres phénomènes.
- Réalisation que les phénomènes s'interpénètrent et s'imbriquent partiellement l'un dans l'autre, notion transcrite dans la métaphore du "filet d’Indra", dont chaque nœud est un joyau à multiple facettes qui reflète les autres nœuds.

Fazang a développé la vision de Huayan dans "les dix mystères" (shixuanmen 十玄門), une liste de thèmes de réflexion et de méditation visant à faciliter le chemin vers l'illumination.
- Coexistence sans obstacle du général et du spécifique.
- Tout est petit et grand à la fois (relativement à d’autres phénomènes).
- Tout est à la fois individualité et partie d’un ensemble.
- Tout agit en tant que soi et en tant qu'ensemble à la fois.
- Coexistence sans obstacle du caché et du manifeste.
- Tout est partie d'un grand tout mais conserve une individualité complète.
- Le filet d’Indra.
- Chaque phénomène est une manifestation du principe fondamental ; comme chaque phénomène est dépourvu de nature propre (vide), on peut à partir de tout phénomène individuel obtenir la révélation du principe suprême.
- Interpénétration sans obstacle des causalités.
- Les quatre mondes.

L'«obstacle» mentionné est l'ignorance, imperfection spirituelle qui empêche de voir les choses comme elles sont.
Mettant en pratique le concept d'upaya, Fazang fit preuve de pédagogie pour propager les idées de l'école. Ainsi, pour expliquer la notion d'interpénétration, il fit monter à la cour de Wu Zetian un système de miroirs qui se renvoyaient à l'infini les images d'une bougie. Il écrivit Le lion d’or (Jinshizizhang 金獅子章) pour mieux faire comprendre les paradoxes : par exemple, le lion est composé d'une matière unique, mais on y distingue plusieurs éléments (tête, crinière etc.).
Le bouddha Vairocana tient dans le Huayanjing la place centrale de dharmakâyâ, corps originel du bouddha, éternel et indestructible. Les bodhisattvas Manjushri et Samantabhadra y jouent également un rôle privilégié. Avec Vairocana, ils forment "Les trois saints de Huayan" (huayansansheng 華嚴三聖).

### Traductions
- Thomas Cleary, trans., The Flower Ornament Scripture: A Translation of the Avatamsaka Sūtra, Shambala, 1993 (New Edition), 1656 p.  (ISBN 978-0-877-73940-1)
- Soutra de l'Entrée dans la dimension absolue. Gandavyuhasutra avec le commentaire de Li Tongxuan, Trad. en français par Patrick Carré, sections introductives de Patrick Carré sur le Huayan et ses liens avec le bouddhisme tantrique. 2 volumes, Éditions Padmakara. 2019, 1464 p.

### Études
- Thomas Cleary  Entry Into the Inconceivable: An Introduction to Hua-Yen Buddhism, University of Hawaii Press; 1995 Reprint edition.  (ISBN 0824816978) (Essays by Tang Dynasty Huayen masters)

- Francis H. Cook, Hua-Yen Buddhism: The Jewel Net of Indra, Penn State Press, 1977, 146 p.  (ISBN 0-271-02190-X)

- Robert Gimello; Frédéric Girard; Imre Hamar, Avataṃsaka Buddhism in East Asia: Huayan, Kegon, Flower Ornament Buddhism ; origins and adaptation of a visual culture, Asiatische Forschungen: Monographienreihe zur Geschichte, Kultur und Sprache der Völker Ost- u. Zentralasiens, Wiesbaden: Harrassowitz. 2021 (ISBN 978-3-447-06678-5).
- Imre Hamar (Ed.). (2007), Reflecting Mirrors: Perspectives on Huayan Buddhism. Wiesbaden: Harrassowitz Verlag
- D.T. Suzuki, Essais sur le bouddhisme zen, Paris, Albin Michel, 2003 (1re éd. 1940 et 1943), 1236 p. (ISBN 978-2-226-13866-8), p. 809-1013 (3e série, chap. XIV - XVII, sur le Gandavyuhasutra)